# Эйс Уайлдер
Эйс Уайлдер (англ. Ace Wilder), настоящее имя Элис Кристина Ингрид Гернандт (швед. Alice Kristina Ingrid Gernandt, родилась 23 июля 1982 в Стокгольме) — шведская певица и автор песен, модель, ставшая известной благодаря участию в музыкальном конкурсе Melodifestivalen 2014.

## Ранние годы
Элис родилась 23 июля 1982 года в Стокгольме. В детстве много путешествовала, долго проживала в Майами. Внучатая племянница спортивного комментатора Андерса Гернандта.

## Карьера

### 2013–2015:Busy Doin' Nothin
Элис занималась пением и танцами, выступая в разных городах мира и составляя песни для разных исполнителей, но с 2012 года занялась сольной карьерой. Она заключила на рекордную сумму контракт с музыкальными студиями EMI Records и Warner Music, после чего записала сингл «Do It», звучавший на телешоу в США. В 2013 году вышел её второй сингл «Bitches Like Fridays». В конце 2013 года дебютный альбом Эйс Уайлдер «A Wilder» получил премию Scandipop Awards как лучший альбом года.
В 2014 году Эйс Уайлдер написала текст песни «Scream», которую потом исполнила норвежская певица Маргарет Бергер, участвовавшая в 2013 году в Евровидении. В том же году Эйс дебютировала в конкурсе Melodifestivalen, выступив в третьем полуфинале конкурса с песней «Busy Doin' Nothin'». В финале от победительницы Санны Нильсен, отправившейся на Евровидение, её отделили всего два очка. Песня, тем не менее, заняла 1-е место в шведских радиочартах.

### 2015–н.в.:Melodifestivalen 2016иMelodifestivalen 2017
В ноябре 2015 года Эйс Уайлдер снова объявила об участии в конкурсе Melodifestivalen с песней «Don't Worry». В финал конкурса 2016 года Эйс Уайлдер прошла вместе с Робином Бенгтссоном. В финале она заняла 3-е место по версии жюри и 8-е по версии зрителей, что вылилось в итоговый 3-й результат. 30 ноября 2016 Эйс Уайлдер была объявлена в числе 28 участников Melodifestivalen 2017 с песней «Wild Child». Ей вновь удалось пройти в финал, однако там она заняла лишь 7 место. В дальнейшем (в 2019, 2020 и 2022 годах) была куратором выступлений певицы Малу Приц на Мелодифестивалене. 22 февраля 2025 года выступила на открытии 4 полуфинала Melodifestivalen-2025.

## Дискография

### EP
| A Wilder                                                    | - Выпущен: 21 декабря 2013 - Студия: Warner Music Sweden - Формат: CD, интернет-релиз | — |
| Busy Doin' Nothin' Remixes                                  | - Выпущен: 16 June 2014 - Студия: Warner Music Sweden - Формат: CD, интернет-релиз    | — |
| The Wildcard                                                | - Выпущен: 12 June 2015 - Студия: Warner Music Sweden - Формат: CD, интернет-релиз    | — |
| "—" означает, что EP не попал в чарты или не продавался там |                                                                                       |   |

### Синглы
| "Do It"                                                        | 2013 | —   | —   | —   |                 | A Wilder          |
| "Bitches Like Fridays"                                         | 2013 | —   | —   | —   |                 | A Wilder          |
| "Busy Doin' Nothin'"                                           | 2014 | 1   | 27  | 1   | - 3x Платиновый | Сингл вне альбома |
| "Riot"                                                         | 2014 | —   | —   | —   |                 | The Wildcard      |
| "Stupid"                                                       | 2015 | —   | —   | —   |                 | The Wildcard      |
| "Don't Worry"                                                  | 2016 | 13  | —   | —   | - Платиновый    | Сингл вне альбома |
| "Selfish"                                                      | 2016 | —   | —   | —   |                 | Сингл вне альбома |
| "Wild Child"                                                   | 2017 | TBA | TBA | TBA | TBA             | TBA               |
| "—" означает, что сингл не попал в чарты или не продавался там |      |     |     |     |                 |                   |

### Как автор песен
| Год  | Исполнитель       | Песня                                         | Альбом              |
| ---- | ----------------- | --------------------------------------------- | ------------------- |
| 2007 | Soccx             | "From Dusk Till Dawn (Get The Party Started)" | Hold On             |
| 2007 | Soccx             | "Scream Out Loud"                             | Hold On             |
| 2009 | Стефани Хайнцманн | "No One (Can Ever Change My Mind)"            | Roots to Grow       |
| 2009 | Sweetbox          | "Magic"                                       | The Next Generation |
| 2009 | Джолин Цай        | "花蝴蝶" (Butterfly)                          | Butterfly           |
| 2010 | Дженнифер Раш     | "Head Above Water"                            | Now Is The Hour     |
| 2010 | Soma Manuchar     | "Crazy 'Bout The Boy"                         | Crazy 'Bout The Boy |
| 2011 | Honey             | "Carry On"                                    | Honey               |
| 2011 | Honey             | "Hungover"                                    | Honey               |
| 2011 | Мартина Айтолехти | "Corrupted"                                   | Martina             |
| 2012 | Эмма Фелльман     | "Call Him Dick"                               |                     |
| 2014 | Маргарет Бергер   | "Scream"                                      | New Religion        |
| 2014 | Анна Абреу        | "Oh Oh"                                       | V                   |
| 2015 | 4Minute           | "간지럽혀 (Tickle Tickle Tickle)"             | Crazy               |